# 진동한
진동한(陳桐漢, 1961년 6월 4일 ~ )은 전 KBO 리그 삼성 라이온즈의 선수이다.
언더핸드 투수로 양일환-진동한-김훈기-김성길-이태일-박충식-김현욱-권오준으로 이어지는 삼성의 잠수함 투수 중 하나이다. 1984년 입단하여 1987년 12승(10선발승)을 올리는 등 최고의 한 해를 보냈지만  다음 해 방위병 입대를  한 이후로 성적이 하락해, 1990년 신생팀 쌍방울 레이더스에 현금트레이드되었고 1992년 은퇴했는데 1991년 2완봉승을 거두었다. 전성기는 짧아 통산 성적은 그저그런 수준이다. 그러나 아직까지 이선수가 회자되고 있는 이유는, 그 유명한 해태 버스방화 사건의 원인 제공자이기 때문이다. 1986년 한국시리즈 1차전 광주경기 때 3회에 구원등판해 7회말까지 잘 막고 덕아웃으로 들어오다가 해태팬이 던진 소주병에 머리를 맞고   교체되었다.
큰 부상은 아니었지만 머리에 붕대를 감아 대신 김시진이 이어 구원등판했는데 김시진이 불을 지르며 역전패당했다.
한창 잘 던지고 있던 선수가 예기치 않은 부상으로 교체되고 경기마저 패하자 삼성팬들은 분노했으며 3차전 대구경기에서도 삼성이 역전패를 당하자   분노한 삼성 팬들은 경기 후 해태 구단버스에 불을 질러 분풀이를 한 것이 사건의 전말. 이 구단버스 방화사건은 프로야구 관중 난동 사건하면 늘 언급이 되어 그와 덤으로 진동한도 빠지지 않고 언급된다.

## 출신학교
- 포항중앙초등학교
- 포항중학교
- 경북고등학교
- 고려대학교